# Prolachesilla terricola
Prolachesilla terricola är en insektsart som beskrevs av Edward L. Mockford och Sullivan 1986. Prolachesilla terricola ingår i släktet Prolachesilla och familjen kviststövsländor. Inga underarter finns listade i Catalogue of Life.